# Serra de Rubió
La serra de Rubió est un massif de montagnes de Catalogne, en Espagne, culminant à 837 mètres d'altitude.
Au nord, il est bordé par la serra de Castelltallat, au sud par la rivière Riera de Maçana et ses affluents. La serra de Rubió a été formée au tertiaire ; elle est composée de calcaire. Les plus hauts sommets sont la Còpia de Palomes (837 m) et Les Tres Alzines (831 m).
Le massif est couvert par des forêts abritant divers animaux : le cerf, le sanglier, le lapin, l'écureuil et le lièvre, entre autres.
Le climat de la serra de Rubió est continental, avec de la neige en hiver et chaud en été.
Il abrite le refuge du Mas del Tronc.

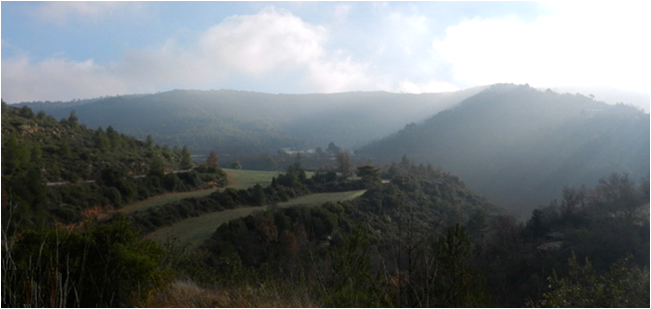
Vue de la serra de Rubió.

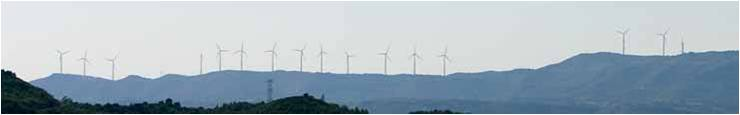
Vue d'un ensemble d'éoliennes dans la serra de Rubió.